# Torre Lafargue
La Torre Lafargue és una obra noucentista de Cervera (Segarra) protegida com a Bé Cultural d'Interès Local.

## Descripció
Casa familiar situada al passeig de l'Estació, al nord del nucli antic. La Casa Lafargue es troba en una finca de secció rectangular que ocupa la cantonada entre el passeig de l'Estació i el carrer dels Estudiants. L'edifici, de grans dimensions i planta rectangular, consta de cinc nivells: un soterrani, planta baixa i tres pisos. A la planta baixa la porta central està flanquejada per dues portades més amples amb funció de garatge o magatzem. El parament de la planta baixa està fet mitjançant aparell encoixinat, que a les demés plantes apareix en forma de pilastres. El primer i el segon pis constitueixen el nucli principal de l'edifici. El primer pis està centrat per una tribuna amb un balcó. La part superior d'aquesta tribuna esdevé una balconada o ampit per a dues obertures centrals del segon pis, que a la vegada estan flanquejades per dos balcons coincidents amb els del pis inferior. Aquests cossos verticals d'obertures estan delimitats per la presència de les pilastres encoixinades amb el mateix tipus de plaques que tenim a la planta baixa. Finalment, una cornisa superior separa el segon pis de l'últim, delimitat verticalment que pilastres, amb una finestra quadrangular oberta als extrems i tres finestres a la part central. Pel que fa a la façana lateral, hem d'assenyalar que arran de terra s'obren unes petites finestres quadrangulars que correspondrien amb la ventilació de soterranis, seguits per una sèrie de finestres amb parament encoixinat. Seguint la tònica de la façana principal, el primer i segon pis són més elaborats. S'alternen els balcons i les finestres. El ràfec de la teulada està sostingut per una sèrie correguda de mènsules. Per sota d'aquest ràfec, a l'últim pis s'obren una sèrie de finestres amb esgrafiats de motius geomètrics a la part superior. Entre els esgrafiats apareix la inscripció: A. Lafargue, que fa referència al nom del propietari: Alejandro Lafargue Descaux.